# 三ヶ日町釣
三ヶ日町釣（みっかびちょうつり）は静岡県浜松市浜名区の大字。住居表示未実施。

## 地理
浜松市浜名区の西部、三ヶ日地区の中部に位置する。東で三ヶ日町岡本、西で三ヶ日町日比沢、南で三ヶ日町鵺代、北で三ヶ日町平山と接する。

### 河川
- 日比沢川
- 分寸川

## 歴史

### 沿革
- 1889年（明治22年）4月1日 - 町村制の施行により、引佐郡釣村が周辺の村と合併して引佐郡西浜名村となる[WEB 7]。旧村名は西浜名村の大字として残る[WEB 8]。
- 1922年（大正11年）5月1日 – 西浜名村が町制施行して三ヶ日町となる。
- 1955年（昭和30年）4月1日 – 三ヶ日町が東浜名村と新設合併し、改めて三ケ日町となる。
- 2005年（平成17年）7月1日 – 三ケ日町外10市町村が浜松市に編入される。大字釣から三ケ日町釣へ住所表記が変更となる。
- 2007年（平成19年）4月1日 - 浜松市が政令指定都市となる。三ヶ日町釣は北区の一部となる。
- 2024年（令和6年）1月1日 - 浜松市の行政区再編により、三ヶ日町釣は浜名区の一部となる。

## 施設
- 釣西山古墳
- 曹洞宗 遊宝山 清岩院
- 分寸山神社

## 交通

### バス
- 浜松市三ヶ日地域バス（三ヶ日オレンジふれあいバス）北線（浜松バスに委託）
  - 釣、釣公民館の停留所が設置されている。
  - 総合福祉センターを起終点として便によってルートが異なる。

### 道路
- 国道362号（姫街道）

## その他

### 学区
小学校・中学校の学区は以下の通りである。
- 浜松市立三ヶ日西小学校（407番地のみ浜松市立平山小学校）
- 浜松市立三ヶ日中学校

### 警察
警察の管轄区域は以下の通りである。
| 番・番地等 | 警察署     | 交番・駐在所 |
| ---------- | ---------- | ------------ |
| 全域       | 細江警察署 | 三ヶ日町交番 |

### 消防
消防の管轄区域は以下の通りである。
| 番・番地等 | 消防署   | 本署/出張所  |
| ---------- | -------- | ------------ |
| 全域       | 北消防署 | 三ヶ日出張所 |

### WEB
1. ↑  “h02_22.csv”.   総務省 (2022年2月10日). 2024年8月28日閲覧。
2. ↑  “静岡県浜松市北区三ヶ日町釣 (221350520)｜国勢調査町丁・字等別境界データセット”.   人文学オープンデータ共同利用センター. 2024年11月5日閲覧。
3. ↑  “静岡県 浜松市浜名区 三ヶ日町釣の郵便番号 - 日本郵便”.   日本郵便. 2024年8月28日閲覧。
4. ↑  “市外局番の一覧”.   総務省 (2022年3月1日). 2024年8月28日閲覧。
5. ↑  “事業所案内及び管轄地域（事務所3件、分室3件）”.   一般社団法人静岡県自動車会議所. 2024年8月28日閲覧。
6. ↑  “住居表示実施状況／浜松市”.   浜松市 (2024年1月4日). 2024年8月28日閲覧。
7. ↑  “historyofcities.pdf”.   静岡県総務部合併推進室・財団法人静岡県市町村振興協会. 2024年10月15日閲覧。
8. ↑  “解説ページ”.   株式会社エア. 2024年10月15日閲覧。
9. ↑  “学校名から探す／浜松市”.   浜松市 (2024年1月1日). 2024年8月28日閲覧。
10. ↑  “三ヶ日町交番｜静岡県警察”.   静岡県警察 (2024年1月1日). 2024年8月28日閲覧。
11. ↑  “消防署の町別管轄「み」／浜松市”.   浜松市 (2024年3月21日). 2024年8月28日閲覧。